# Primeiro-ministro da Polônia
O presidente do Conselho de Ministros (em polonês: Prezes Rady Ministrów), coloquial e comumente chamado de primeiro-ministro (em polonês: premier), é o chefe do gabinete e o chefe de governo da Polônia. As responsabilidades e tradições do cargo decorrem da criação do Estado polonês contemporâneo, e o cargo está definido na Constituição da República da Polônia. De acordo com a Constituição, o presidente indica e nomeia o primeiro-ministro, que, em seguida, propõe a composição do gabinete. Quatorze dias após sua nomeação, o primeiro-ministro deve apresentar um programa delineando a agenda do governo ao Sejm, exigindo um voto de confiança. No passado, surgiram conflitos decorrentes de interesses e poderes entre os cargos de presidente e primeiro-ministro.
O atual e décimo oitavo primeiro-ministro é Donald Tusk, do partido Plataforma Cívica, que substituiu Mateusz Morawiecki após a eleição parlamentar polonesa de 2023, depois que o terceiro governo de Morawiecki não conseguiu receber um voto de confiança em 11 de dezembro de 2023, que o terceiro governo de Tusk recebeu no mesmo dia e foi empossado dois dias depois. Tusk também foi o décimo quarto primeiro-ministro, entre 2007 e 2014.

## Origem do cargo

### Segunda República
Perto do fim da Primeira Guerra Mundial, vários grupos disputaram a proclamação de um estado polonês independente. No início de novembro de 1918, um governo provisório socialista sob o comando de Ignacy Daszyński declarou independência, enquanto um comitê separado em Cracóvia reivindicou o governo da Galícia Ocidental. Em Varsóvia, o Conselho de Regência nomeado pelos alemães e austríacos concordou em transferir as responsabilidades políticas para o Marechal Józef Piłsudski, recentemente libertado da fortaleza de Magdeburgo, como Chefe de Estado da nova nação polonesa. Piłsudski convocou Daszyński para a capital para formar um governo, onde Piłsudski concordou em nomear Daszyński como o primeiro primeiro-ministro da república. O mandato de Daszyński, no entanto, foi breve, pois o político não conseguiu formar uma coalizão viável. Em vez disso, Piłsudski recorreu a Jędrzej Moraczewski, que conseguiu criar um governo viável para os primeiros meses de existência da Segunda República Polonesa.
A Pequena Constituição de 1919 delineou a forma de governo da Polônia, com um Sejm eleito democraticamente, um primeiro-ministro e um gabinete, além de um poder executivo. Apesar de delinear um sistema parlamentar, a Pequena Constituição conferiu muitos poderes executivos à posição de Piłsudski como Chefe de Estado. O poder executivo podia selecionar e organizar gabinetes (com o consentimento do Sejm), ser responsável pelos deveres dos ministérios e exigir a assinatura dos ministros em todos os atos oficiais. No início da década de 1920, os nacionalistas de direita dentro do parlamento, especialmente Roman Dmowski e outros membros do partido União Populista Nacional e do movimento Endecja, defenderam reformas na estrutura da república para conter a autoridade do chefe de estado e, ao mesmo tempo, aumentar os poderes parlamentares. O resultado foi a aprovação da Constituição de Março de 1921 pelo Sejm. Seguindo o modelo da Terceira República Francesa, a Constituição de Março confiou a tomada de decisões exclusivamente ao Sejm, que era a câmara baixa. A recém-criada presidência, por outro lado, tornou-se um cargo simbólico desprovido de qualquer autoridade importante, sem poderes de veto e de guerra.
Derivando autoridade do poderoso Sejm, o primeiro-ministro e o Conselho de Ministros, em teoria, enfrentavam poucas barreiras constitucionais da presidência para aprovar e prosseguir com a legislação. Na realidade, no entanto, o cargo de primeiro-ministro permaneceu extraordinariamente inseguro devido ao clima político severo do início da Segunda República, marcado por constantes coalizões flutuantes dentro do parlamento. Quatorze governos e onze primeiros-ministros surgiram e caíram entre 1918 e 1926, sendo que nove governos serviram apenas durante os cinco anos da Constituição de Março. Profundamente frustrado com a estrutura parlamentar caótica da república, Piłsudski liderou unidades rebeldes das Forças Terrestres da Polônia para derrubar o governo no Golpe de Maio de 1926, encerrando efetivamente a breve experiência da Segunda República com a democracia parlamentar, bem como o mandato livre e popular do primeiro-ministro pelos próximos sessenta anos.

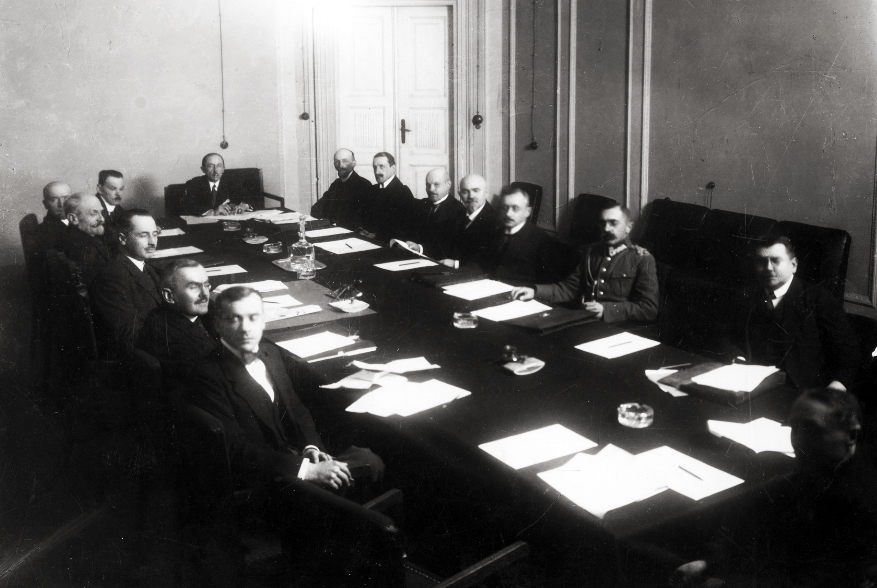
O gabinete do primeiro-ministro Leopold Skulski em uma sessão em 1920. Devido às profundas divisões políticas do início da Segunda República, os governos tiveram vida curta, frequentemente caindo em poucos meses.

Desconfiados da democracia parlamentar, Piłsudski e seu movimento Sanacja assumiram um poder semi-autoritário sobre o primeiro-ministro e a presidência. A Alteração de Agosto de 1921, feita por Piłsudski, manteve o cargo de primeiro-ministro e o sistema parlamentar, embora tenha modificado os poderes do presidente para governar por decreto, demitir o Sejm e decidir questões orçamentárias. Em meados da década de 1930, Piłsudski e seus aliados do movimento Sanacja reduziram ainda mais os poderes do parlamento e do primeiro-ministro ao promulgarem uma nova constituição, a Constituição de Abril, estabelecendo de fato uma forte "hiperpresidência" em 1935. A nova constituição permitia que o presidente destituísse o parlamento, o direito de nomear e destituir livremente o primeiro-ministro, os membros do gabinete e do judiciário à vontade, e promulgava a presidência como o poder supremo do Estado. Até a eclosão da Segunda Guerra Mundial e o consequente exílio do governo polonês, o movimento Sanacja permaneceu à frente de um governo dominado pela presidência com um primeiro-ministro sem poderes e subordinado.

### República Popular
Durante o regime comunista da República Popular da Polônia, o Partido Operário Unificado Polonês dominava todas as seções do governo, conforme reconhecido pela Constituição de 1952. Embora a função de primeiro-ministro continuasse a existir, o poder e o prestígio do cargo dependiam mais do status do indivíduo dentro do partido comunista no poder do que da autoridade constitucional real do cargo. O primeiro-ministro atuou como um agente administrativo para as políticas executadas pelo Politburo do Partido Operário Unificado Polonês, em vez de contar com o apoio do Sejm. Diante dos crescentes protestos do movimento Solidarność durante grande parte da década de 1980, o Partido Operário Unificado Polonês entrou nas Conversas da Mesa Redonda no início de 1989 com os principais membros da oposição anticomunista. A conclusão das conversações, juntamente com a resultante Alteração de Abril da Constituição, concedeu vários poderes ao Sejm, além de restabelecer o Senado da câmara alta, anteriormente dissolvido, e a presidência como entidades governamentais legais.

### Terceira República

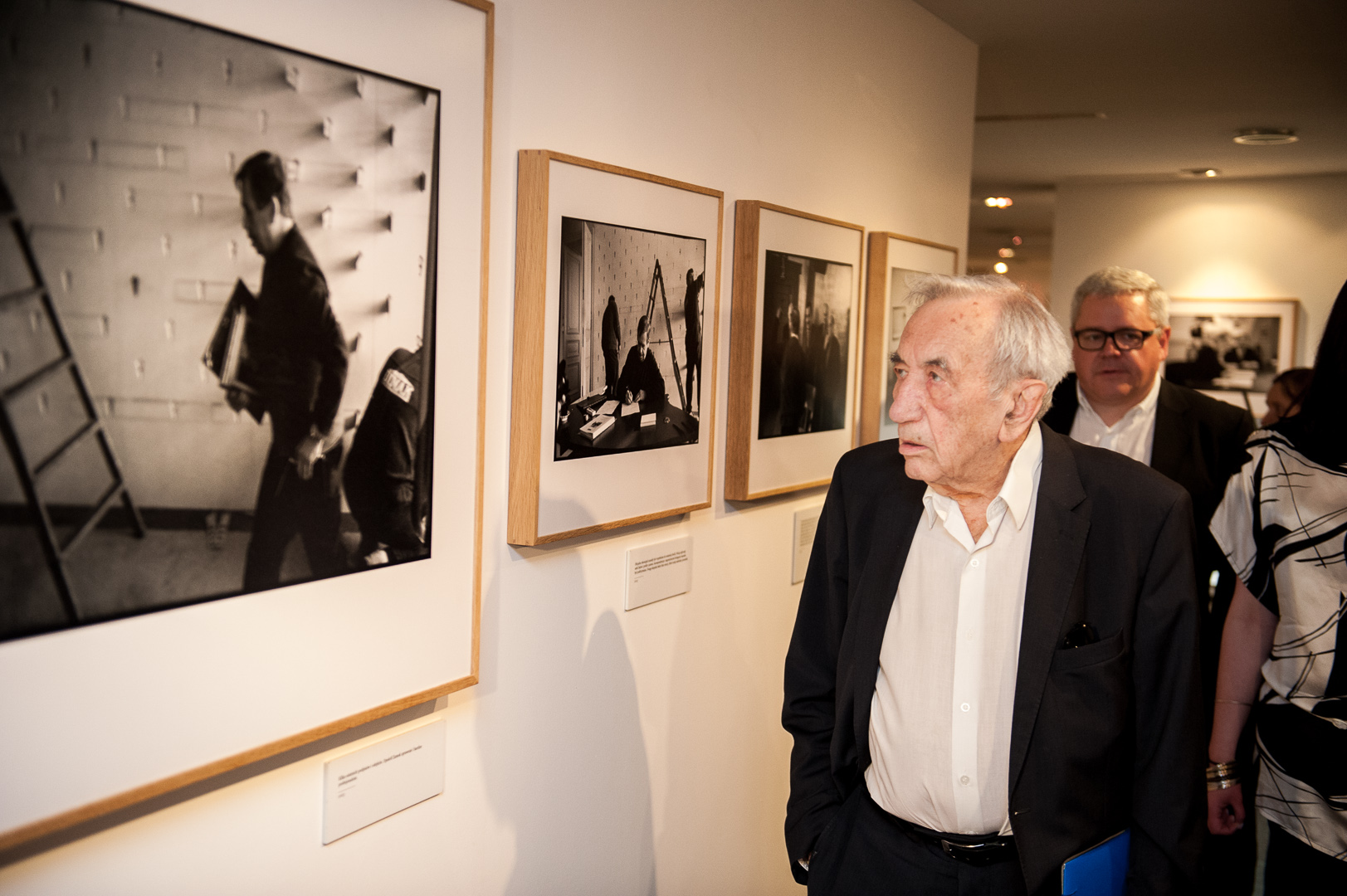
Tadeusz Mazowiecki, ex-primeiro-ministro da Polônia, visitando uma exposição no roadshow da Europeana, em Varsóvia (1989).

Após a eleição parlamentar de 1989, o governo do Solidarność de Tadeusz Mazowiecki enfrentou a tarefa monumental de institucionalizar formalmente o cargo de primeiro-ministro para definir seus poderes legais relativamente vagos. Como o estado comunista foi rapidamente desmantelado, esse impasse permaneceu devido à série de governos instáveis que caíram em rápida sucessão nos primeiros anos da Terceira República. A situação não foi ajudada pela indefinição da presidência, cuja recriação durante as Conversas da Mesa Redonda deixou um cargo mal definido, mas potencialmente poderoso. Após a eleição direta de Lech Wałęsa para a presidência em 1990, iniciou-se um cabo de guerra entre os gabinetes do primeiro-ministro e da presidência em relação aos poderes dos dois cargos, com Wałęsa defendendo o aumento dos poderes presidenciais por meio da elaboração de uma nova constituição, com o direito de nomear e demitir o primeiro-ministro e os membros do gabinete. Embora Wałęsa tenha se retratado mais tarde de suas tentativas de criar um sistema presidencial, o presidente continuou a defender um modelo semipresidencial semelhante ao da Quinta República Francesa. A aprovação da Pequena Constituição de 1992, que dispensou a versão comunista de 1952, esclareceu várias prerrogativas presidenciais sobre o primeiro-ministro, incluindo o direito do presidente de ser consultado sobre os ministros da Defesa, Relações Exteriores e Interior. Embora Wałęsa tenha desfrutado de um relacionamento livre de conflitos com a primeira-ministra Hanna Suchocka, as brechas de poder permaneceram após a aprovação da Pequena Constituição, particularmente com o Sejm, que Wałęsa tentou repetidamente dissolver, influenciar suas nomeações e mudar sua agenda de reforma constitucional em favor da presidência.
No entanto, com a eleição parlamentar de 1993, que trouxe um governo de coalizão de centro-esquerda relativamente estável entre a Aliança da Esquerda Democrática e o Partido Popular da Polônia, bem como a derrota de Wałęsa na eleição presidencial de 1995 para o desafiante do Partido Social-Democrata da Polônia, Aleksander Kwaśniewski, um ímpeto para uma reforma constitucional maior começou a surgir. Entre 1996 e 1997, uma série de leis de reforma foi aprovada pelo parlamento, fortalecendo e centralizando as prerrogativas do primeiro-ministro. Essas reformas formariam a base da atual Constituição de 1997. Mudanças significativas incluíram a capacidade do primeiro-ministro de convocar um voto de confiança, o direito exclusivo do primeiro-ministro de realocar os ministros e também o direito de determinar exclusivamente as áreas de competência dos ministérios. Muitos dos novos poderes do primeiro-ministro foram obtidos às custas da presidência, que perdeu os direitos de consultar as nomeações ministeriais, rejeitar a seleção ou remodelação do gabinete do primeiro-ministro, presidir o gabinete e vetar o orçamento, embora os poderes de veto em outras áreas tenham permanecido. Além disso, o antigo Gabinete do Conselho de Ministros (Urząd Rady Ministrów), da era comunista, foi transformado em Chancelaria em 1997 para servir como escritório central executivo do primeiro-ministro e equipe de apoio, auxiliando na facilitação e coordenação de políticas entre os membros do gabinete. As reformas entre 1996 e 1997, codificadas pela constituição, tornaram o primeiro-ministro o centro da autoridade legal dentro do governo.

## Seleção e responsabilidades

### Nomeação

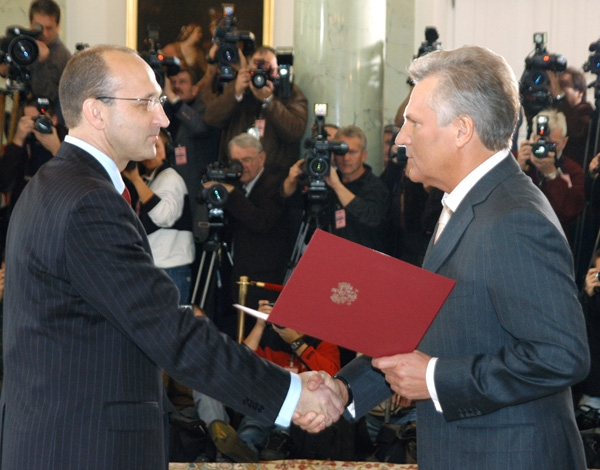
Primeiro-ministro Kazimierz Marcinkiewicz (à esquerda) sendo empossado pelo presidente Aleksander Kwaśniewski (à direita) em outubro de 2005.

De acordo com o artigo 154 da Constituição da Polônia, o primeiro-ministro é nomeado pelo presidente. Entretanto, o processo de nomeação não é ditado apenas pela preferência presidencial. Por convenção, o presidente nomeia o líder do partido que obteve o maior número de assentos na eleição parlamentar anterior ou o líder do parceiro sênior em uma coalizão. O presidente não tem o direito de demitir o primeiro-ministro, nem de nomear ou demitir membros individuais do gabinete ou do conselho de ministros como um todo. Após a seleção, o primeiro-ministro proporá os membros do gabinete e, no prazo de quatorze dias, deverá apresentar um programa que descreva a agenda do novo governo ao Sejm, exigindo um voto de confiança de seus deputados. Caso o voto de confiança não seja aprovado, o processo de formação do governo passa para o Sejm, que nomeará um primeiro-ministro no prazo de quatorze dias, que proporá novamente a composição do gabinete. É necessária uma maioria absoluta de votos na presença de pelo menos metade de todos os deputados do Sejm para aprovar o gabinete, e o presidente é obrigado a aceitar e empossar o nomeado pelo Sejm. Se o voto de confiança fracassar novamente, o processo de nomeação é devolvido à presidência, que indicará um primeiro-ministro, que, por sua vez, indicará outros membros do gabinete. Se o voto de confiança fracassar pela terceira vez, o presidente é obrigado a dissolver o Sejm e convocar novas eleições.

Como parte da tradição política, o primeiro-ministro e os ministros fazem o juramento de posse dentro do Salão da Coluna no Palácio Presidencial, em uma cerimônia administrada pelo presidente. Após a posse, o primeiro-ministro e os ministros devem fazer o seguinte juramento perante o chefe de Estado:
"Ao assumir este cargo de primeiro-ministro, juro solenemente ser fiel às disposições da Constituição e de outras leis da República da Polônia, e que o bem da Pátria e a prosperidade de seus cidadãos permanecerão para sempre como minha obrigação suprema."
O juramento também pode ser concluído com a frase adicional: "Que Deus me ajude."

### Função no gabinete e poderes
O artigo 148 da Constituição indica que o primeiro-ministro deve atuar como representante do gabinete como um todo, delegar suas agendas, coordenar o trabalho dos ministros, garantir a implementação da política adotada pelo gabinete e emitir regulamentos. Além disso, o primeiro-ministro atua como superior de todos os funcionários públicos. O primeiro-ministro também é auxiliado por um vice-primeiro-ministro (ou ministros), que atuará como vice-presidente dentro do Conselho de Ministros. A composição do gabinete, suas pastas distribuídas e seu estilo de governo, no entanto, dependem muito da personalidade do primeiro-ministro. O primeiro-ministro não pode, no entanto, ocupar simultaneamente a presidência nem qualquer outro alto cargo estatal, como as presidências da Câmara Suprema de Controle, do Banco Nacional da Polônia ou Ombudsman dos Direitos do Cidadão. Com o poder de distribuir os membros do gabinete, o primeiro-ministro também pode desempenhar as funções de um ministro. Da mesma forma, o primeiro-ministro pode convocar o gabinete para revogar uma regulamentação ou ordem de qualquer ministro.
O primeiro-ministro deve responder às perguntas dos deputados durante cada sessão do Sejm. O primeiro-ministro e outros ministros também são constitucionalmente obrigados a responder às interpelações dos deputados no prazo de 21 dias de sua apresentação.
De acordo com o sistema semipresidencial da Polônia, a maioria dos atos oficiais da presidência exige a contra-assinatura do primeiro-ministro para se tornar válida. Com isso, o primeiro-ministro atua como guardião do presidente para certos atos, ao mesmo tempo em que aceita a responsabilidade perante o Sejm pelas ações do presidente. Essa relação jurídica, estabelecida de acordo com a constituição, atribui uma dependência presidencial significativa à assinatura do primeiro-ministro, o que, sem dúvida, amplia as responsabilidades e a posição jurídica do primeiro-ministro. O presidente, no entanto, não precisa da contra-assinatura do primeiro-ministro para uma seleção limitada de outros atos, incluindo a nomeação de juízes, a concessão de ordens e condecorações, a nomeação de um presidente para a Suprema Corte da Polônia, o exercício de indultos, o encaminhamento ao Tribunal Constitucional ou a nomeação de membros para o Conselho Nacional de Radiodifusão. O poder mais significativo da presidência sobre o primeiro-ministro é o direito de vetar a legislação do governo, mas esse procedimento pode ser anulado por uma maioria de três quintos dos votos no Sejm.
O primeiro-ministro também pode submeter um voto de confiança de seu gabinete ao Sejm. Um voto de confiança no gabinete pode ser concedido por pelo menos metade de todos os deputados do Sejm. Da mesma forma, se o conselho de ministros perder seu apoio majoritário dentro do Sejm, o gabinete pode ser forçado a renunciar em uma moção de censura construtiva. A moção deve ser aprovada por pelo menos 46 deputados e, em seguida, aprovada por maioria de votos. Nesse caso, um novo primeiro-ministro deve ser nomeado simultaneamente. Além disso, o primeiro-ministro deve apresentar a renúncia de seu gabinete na primeira sessão de um parlamento recém-eleito, bem como após um voto de desconfiança ter sido aprovado com sucesso contra o conselho de ministros ou após sua própria renúncia individual. No caso de renúncia ou morte do primeiro-ministro, o presidente pode aceitar ou recusar a renúncia do gabinete.
Para os governos regionais das voivodias, o primeiro-ministro tem o poder de nomear um voivoda para cada uma das dezesseis províncias da República, que supervisiona a administração do governo central nas regiões, bem como as funções do governo local. O Sejm, mediante uma moção do primeiro-ministro, pode dissolver um governo local ou regional se ele estiver violando flagrantemente a Constituição ou os estatutos legais.
Entre os poderes de emergência e segurança do gabinete, o primeiro-ministro pode solicitar ao presidente um comandante-chefe militar das Forças Armadas Polacas durante um período de guerra, ou ordenar uma mobilização parcial ou geral no caso de uma ameaça direta à segurança nacional. O primeiro-ministro também mantém o direito de nomear e demitir os chefes dos serviços especiais, incluindo a Policja, a Guarda de Fronteira, a Agência de Segurança Interna (Agencja Bezpieczeństwa Wewnętrznego ou ABW), a Agência de Inteligência Externa (Agencja Wywiadu ou AW) e o Gabinete de Proteção do Governo. Os chefes da ABW e da AW têm o direito de se reportar diretamente ao primeiro-ministro. Em caso de desordem pública, o primeiro-ministro pode, mediante uma moção do ministro do interior, autorizar unidades armadas especiais da Policja para restaurar a ordem. Se essas unidades se mostrarem ineficazes em tal situação, o primeiro-ministro está autorizado a solicitar ao presidente que mobilize as Forças Armadas Polacas para estabelecer a lei e a ordem.

## Relação com a presidência
Ao longo da história da Terceira República, o relacionamento entre o primeiro-ministro e o presidente teve altos e baixos. No início e em meados da década de 1990, o relacionamento dependia em grande parte de diferentes interpretações das vagas prerrogativas legais de cada cargo na época, embora, desde a aprovação da Constituição de 1997, as preferências políticas e as personalidades individuais tenham caracterizado o relacionamento. Os conflitos entre os dois cargos, entretanto, geraram divisões partidárias e paralisia política no passado.
Tanto antes quanto depois de sua eleição para a presidência em 1990, Lech Wałęsa tinha um relacionamento muito tenso com o primeiro-ministro Tadeusz Mazowiecki, decorrente da crença de Wałęsa de que Mazowiecki não era agressivo o suficiente ao demitir ex-membros do Partido Operário Unificado Polonês de altos cargos governamentais e econômicos. O famoso discurso de Mazowiecki (gruba kreska) em 1989 exacerbou ainda mais a divisão. A divisão entre os dois homens dividiu o Comitê de Cidadãos do Solidariedade originalmente unido em 1990, com os intelectuais apoiando o novo Movimento de Cidadãos para a Ação Democrática de Mazowiecki, enquanto os trabalhadores apoiavam o Acordo do Centro, um movimento político baseado em Wałęsa.
Da mesma forma, o primeiro-ministro Jan Olszewski também manteve um relacionamento notoriamente tenso com Wałęsa durante o breve governo de Olszewski entre 1991 e 1992. Olszewski adotou uma abordagem cautelosa em relação à reforma econômica, em vez de implementar uma terapia de choque, o que o colocou em desacordo com o presidente. Enquanto Wałęsa defendia uma reforma constitucional para ampliar as prerrogativas presidenciais sobre o primeiro-ministro, Olszewski lançou uma campanha para constranger deliberadamente o presidente e minar o status de Wałęsa, divulgando uma lista de supostos ex-colaboradores comunistas dentro do Sejm, com alguns conspiradores ligados ao presidente. Wałęsa ficou ainda mais enfurecido com as tentativas de Olszewski de ganhar influência dentro das Forças Armadas Polacas, nomeando Radosław Sikorski como vice-ministro da Defesa sem consultar o presidente. Wałęsa pediu repetidamente a demissão do governo de Olszewski, o que foi atendido pelo Sejm, forçando o colapso da coalizão de Olszewski em junho de 1992. A primeira-ministra Hanna Suchocka, que conseguiu formar um governo após o fracasso de Waldemar Pawlak em reunir uma coalizão viável, teve um relacionamento muito mais amigável com o presidente.

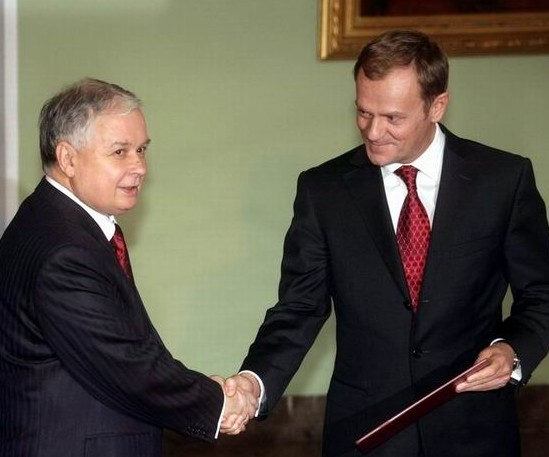
O presidente Lech Kaczyński (à esquerda) e o primeiro-ministro Donald Tusk (à direita), vistos durante o juramento de posse de Tusk em novembro de 2007. As frequentes disputas entre os dois líderes caracterizaram a política polonesa entre 2007 e 2010.

A implementação de uma nova constituição em 1997 afetou profundamente o relacionamento entre o primeiro-ministro e a presidência. As incertezas sobre o poder presidencial e do primeiro-ministro, que marcaram os primeiros anos da Terceira República, foram minimizadas, eliminando a capacidade do presidente de desestabilizar totalmente o governo e fortalecendo ainda mais a posição do primeiro-ministro. Sob o comando do presidente Aleksander Kwaśniewski, o governo do primeiro-ministro Jerzy Buzek tornou-se a primeira administração a ser eleita sob a nova constituição. Apesar de pertencerem a partidos opostos (o Social-Democrata da República da Polônia, de centro-esquerda, de Kwaśniewski, e o Ação Eleitoral Solidária, de centro-direita, de Buzek), o relacionamento entre os dois gabinetes foi tranquilo, em parte devido à personalidade não conflituosa de Kwaśniewski. Kwaśniewski usou com moderação seus poderes de veto na legislação com a qual o presidente não concordava, optando por permitir a concordata do governo com a Santa Sé, uma nova lei de lustração e novos estatutos eleitorais prosseguissem sem impedimentos, embora Kwaśniewski tenha vetado o plano de privatização de Buzek. As relações de Kwaśniewski com os primeiros-ministros social-democratas de Leszek Miller e Marek Belka, que tinham a mesma opinião, eram praticamente livres de conflitos.
As relações entre os dois órgãos executivos, no entanto, voltaram à animosidade sob a presidência de Lech Kaczyński e do primeiro-ministro Donald Tusk. Rivais políticos durante anos, impulsionados pela pesquisa presidencial de 2005, que viu os dois homens como os principais adversários, a Plataforma Cívica de centro-direita de Tusk derrubou o governo do irmão gêmeo de Kaczyński, Jarosław, nas eleições parlamentares de 2007. O apoio de Tusk a uma integração mais forte na União Europeia, incluindo a assinatura do Tratado de Lisboa, e uma aproximação com a Rússia, colocou Kaczyński diretamente em desacordo com o primeiro-ministro. De 2007 até a morte de Kaczyński no desastre aéreo de Smolensk em 2010, as diferenças políticas entre os dois gabinetes foram uma fonte constante de divisão, com o presidente empregando seus poderes limitados de veto inúmeras vezes sobre a legislação do governo; o governo de Tusk não tinha um percentual de 60% de apoio para derrubar esses vetos. Em resposta, Tusk não escondeu o desejo de seu partido de substituir Kaczyński na eleição presidencial de 2010. Embora Tusk e Kaczyński tenham encontrado várias áreas de acordo, os confrontos entre a Chancelaria e o Palácio Presidencial se tornaram uma característica regular nos cenários políticos nacional e internacional nos dois anos e meio seguintes. Frustrado com o veto de Kaczyński, Tusk defendeu uma emenda constitucional em novembro de 2009 para retirar os poderes de veto da presidência, declarando: "O presidente não deveria ter poder de veto. As pessoas tomam suas decisões nas eleições e, então, as instituições do Estado não devem entrar em conflito... Vamos mudar algumas disposições para que possamos ter menos conflitos e mais cooperação. Propomos mudanças na constituição para que o centro do poder fique com o governo... O veto presidencial traz mais danos do que benefícios."
Em 2015, em um curto período de tempo, as relações entre o presidente Andrzej Duda e a primeira-ministra Ewa Kopacz também ficaram tensas. Em 31 de maio de 2015, Duda anunciou a resolução que o elegeu presidente durante a cerimônia. Ele pediu que não fossem feitas grandes mudanças políticas antes de sua posse, bem como nenhuma mudança "que possa despertar emoções desnecessárias e criar conflitos". A primeira-ministra observou que as relações do governo com o presidente estão definidas na Constituição: "Esse é, de fato, um apelo surpreendente. Lembrem-se de que a Constituição regula até mesmo as relações amistosas entre o chefe de Estado e o governo. O governo tem seus deveres, mas também obrigações para com os poloneses". Ela garantiu que seu governo já havia cumprido 90% dos anúncios feitos e que continuaria a implementar seu programa. "O governo deve trabalhar até o fim. É para isso que os poloneses o pagam", disse Kopacz. A disputa entre o presidente e a primeira-ministra continua. Nem durante a cerimônia em Westerplatte, nem imediatamente depois, os políticos decidiram conversar. Embora Duda e Kopacz estivessem um ao lado do outro, eles não se cumprimentaram."
As relações de Duda com os primeiros-ministros conservadores Beata Szydło e Mateusz Morawiecki eram praticamente livres de conflitos. Duda usou com parcimônia seus poderes de veto na legislação com a qual o presidente não concordava. As mais conhecidas foram a Lex TVN e a Lex Czarnek.
As relações entre os dois órgãos executivos, no entanto, voltaram à animosidade sob a presidência de Duda e do primeiro-ministro Tusk. O partido Direita Unida não conseguiria governar sozinho, e Duda declarou sua intenção de renomear Morawiecki como primeiro-ministro devido à convenção existente, embora não oficial, de nomear um membro do partido vencedor. Os quatro partidos da oposição criticaram a decisão de Duda como uma tática de atraso. Posteriormente, os partidos da oposição assinaram um acordo de coalizão em 10 de novembro, assumindo de fato o controle da Sejm, e concordaram em nomear o ex-primeiro-ministro e presidente do Conselho Europeu, Donald Tusk, como seu candidato. O novo gabinete de Morawiecki, apelidado de "governo de duas semanas" e "governo zumbi" pela mídia devido à sua expectativa de curta duração, foi empossado em 27 de novembro de 2023. Duda disse que vetaria o projeto de lei de gastos de 2024 alterado pelo governo e proporia o seu próprio, em um desafio a Tusk. Em uma publicação na plataforma de mídia social X, Duda citou o financiamento da mídia pública pelo projeto de lei e disse que o bloqueio era apropriado "em vista da violação flagrante da constituição". O próprio Tusk escreveu que "o veto do presidente tira o dinheiro dos professores", ao que Duda respondeu que se "vocês convocarem [o parlamento] depois do Natal e aprovarem o projeto de lei, que incluirá aumentos para os professores", eles não serão prejudicados.
Em 31 de janeiro de 2024, Duda assinou o orçamento nacional, acordado pelo governo, mas o enviou rapidamente ao Tribunal Constitucional citando dúvidas sobre sua adoção. Embora o orçamento tenha sido aprovado por uma grande maioria, a ausência dos dois deputados, cujos mandatos parlamentares foram anulados devido a condenações criminais, fez com que a Assembleia Nacional não estivesse em sua capacidade total quando a votação ocorreu. Na terça-feira, Tusk alertou sobre a possibilidade de uma eleição antecipada se o orçamento for bloqueado por Duda. Depois que Duda assinou o orçamento, Tusk disse que enviar o projeto de lei assinado para o Tribunal Constitucional não mudaria nada. "O orçamento foi aprovado e esse era o objetivo. O resto não importa. As pessoas receberão o dinheiro, nada vai impedir isso agora." Em 29 de março de 2024, o presidente polonês veta o projeto de lei que restabelece o acesso à contracepção de emergência. Em uma declaração, o gabinete de Duda destacou que sua motivação para rejeitar a legislação foi "proteger a saúde das crianças". Ele se opõe ao fato de que a lei teria permitido que qualquer pessoa com 15 anos ou mais (a idade de consentimento sexual na Polônia) comprasse a pílula do dia seguinte sem a prescrição de um médico. O projeto de lei para restaurar o acesso sem prescrição médica à "pílula do dia seguinte" veio do governo do primeiro-ministro Donald Tusk. Tusk escreveu na plataforma X "O presidente não aproveitou a oportunidade de ficar do lado das mulheres. Estamos implementando o plano B."

## Equipe de suporte e residência

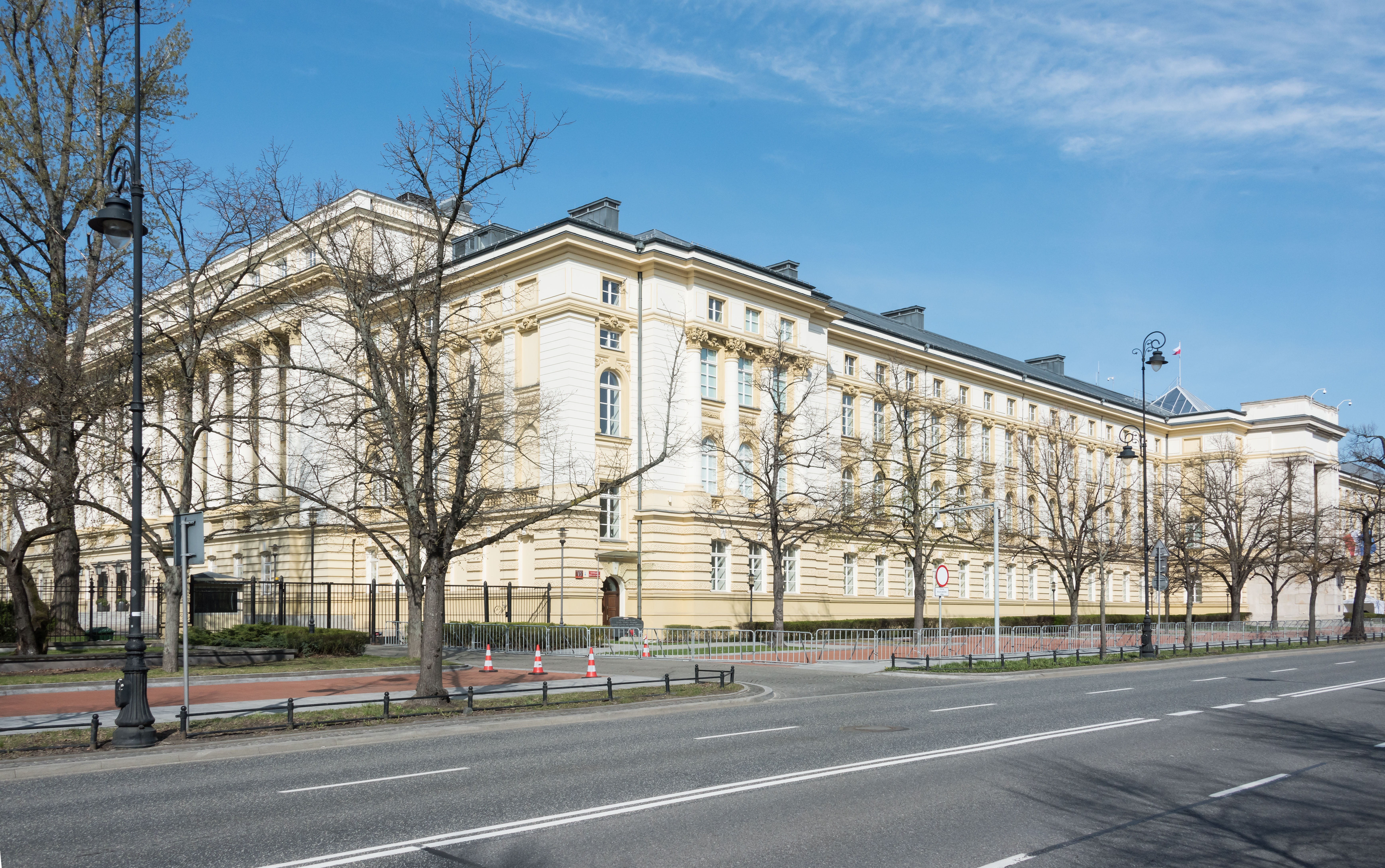
O Edifício da Chancelaria do Primeiro-Ministro, onde se localiza a Chancelaria, abriga o escritório executivo e a equipe de apoio do primeiro-ministro.

O escritório executivo do primeiro-ministro é a Chancelaria. Localizada no Edifício da Chancelaria do Primeiro-Ministro, ao longo da Avenida Ujazdów, em Varsóvia, a Chancelaria abriga o local central de reuniões do gabinete. Como escritório, a Chancelaria atua para facilitar a política governamental entre o primeiro-ministro e os ministros, serve como equipe de apoio do primeiro-ministro e distribui as informações da administração. Além de apoiar o gabinete, a Chancelaria também abriga vários departamentos executivos que respondem diretamente ao primeiro-ministro fora do conselho de ministros, incluindo o Conselho Econômico, o Gabinete de Proteção e o Departamento de Serviço Civil.
A residência oficial do primeiro-ministro é o Willa Parkowa, localizado a alguns minutos de caminhada da Chancelaria, próximo ao Parque Łazienki. No entanto, o primeiro-ministro Donald Tusk optou por residir na cidade litorânea de Sopot, perto de sua cidade natal, Gdańsk, na voivodia da Pomerânia.
O primeiro-ministro recebe segurança do Gabinete de Proteção do Governo (Biuro Ochrony Rządu) enquanto estiver no cargo, bem como por seis meses após deixar a Chancelaria.

## Lista de primeiros-ministros da Polônia
Desde o início da Terceira República, dezesseis indivíduos ocuparam o cargo. O governo mais curto foi o terceiro governo de Mateusz Morawiecki, com duração de 16 dias entre novembro e dezembro de 2023. O primeiro-ministro que serviu por mais tempo foi Donald Tusk, que ocupou o cargo continuamente de 16 de novembro de 2007 a 22 de setembro de 2014, e novamente desde 13 de dezembro de 2023. Até o momento, três mulheres, Hanna Suchocka, Ewa Kopacz e Beata Szydło, foram primeiras-ministras. Suchocka, juntamente com Tadeusz Mazowiecki e Jerzy Buzek, são os únicos primeiros-ministros poloneses, até o momento, a serem convidados para o Clube de Madri.
| Nome                    | Assumiu o cargo        | Deixou o cargo         |
| ----------------------- | ---------------------- | ---------------------- |
| Tadeusz Mazowiecki      | 24 de agosto de 1989   | 4 de janeiro de 1991   |
| Jan Krzysztof Bielecki  | 4 de janeiro de 1991   | 6 de dezembro de 1991  |
| Jan Olszewski           | 6 de dezembro de 1991  | 5 de junho de 1992     |
| Waldemar Pawlak         | 5 de junho de 1992     | 10 de julho de 1992    |
| Hanna Suchocka          | 11 de julho de 1992    | 26 de outubro de 1993  |
| Waldemar Pawlak         | 26 de outubro de 1993  | 7 de março de 1995     |
| Józef Oleksy            | 7 de março de 1995     | 7 de fevereiro de 1996 |
| Włodzimierz Cimoszewicz | 7 de fevereiro de 1996 | 31 de outubro de 1997  |
| Jerzy Buzek             | 31 de outubro de 1997  | 19 de outubro de 2001  |
| Leszek Miller           | 19 de outubro de 2001  | 2 de maio de 2004      |
| Marek Belka             | 2 de maio de 2004      | 31 de outubro de 2005  |
| Kazimierz Marcinkiewicz | 31 de outubro de 2005  | 14 de julho de 2006    |
| Jarosław Kaczyński      | 14 de julho de 2006    | 16 de novembro de 2007 |
| Donald Tusk             | 16 de novembro de 2007 | 22 de setembro de 2014 |
| Ewa Kopacz              | 22 de setembro de 2014 | 16 de novembro de 2015 |
| Beata Szydło            | 16 de novembro de 2015 | 11 de dezembro de 2017 |
| Mateusz Morawiecki      | 11 de dezembro de 2017 | 13 de dezembro de 2023 |
| Donald Tusk             | 13 de dezembro de 2023 | Incumbente             |